# Pickensville
Pickensville è un comune degli Stati Uniti d'America situato nella contea di Pickens dello Stato dell'Alabama.